# Aleuron prominens
Aleuron prominens (Walker, 1856) è un lepidottero appartenente alla famiglia Sphingidae, endemico del Brasile.

## Descrizione

### Adulto
Il corpo è abbastanza uniformemente marroncino, un po' più chiaro delle ali.

La specie è molto simile ad A. chloroptera, dalla quale si può distinguere fondamentalmente per la differente forma dell'ala anteriore (qui più stretta e lunga), e per l'assenza, nella stessa, della macchia discale grigio-brunastra (D'Abrera, 1986).

La pagina inferiore delle ali, uniformemente marroncina, è molto simile a quello di A. chloroptera.

Anche il genitale maschile ricorda da vicino quello di A. chloroptera, tuttavia la valva presenta brevi scaglie stridulatorie che, alla vista dal piano ventrale, rimangono celate da una cresta di altre scaglie ordinarie, più allungate (come in A. carinata. Il processo apicale dell'edeago appare più sottile, in qualche modo triangolare, ritorto e dentellato solo lungo il margine.

L'apertura alare va da 64 a 75 mm.

### Larva
Il primo stadio di larvale è verde brillante; durante le mute, i bruchi diventano via via più scuri e rossastri.

### Pupa
I bruchi si impupano in camere sotterranee, abbastanza superficiali.

## Distribuzione e habitat
La specie è un endemismo brasiliano.

## Biologia
Durante l'accoppiamento, le femmine richiamano i maschi grazie ad un feromone rilasciato da una ghiandola addominale.

### Periodo di volo
I dati reperibili sono scarsi. La specie pare essere multivoltina.

### Alimentazione
I bruchi probabilmente si alimentano su foglie di piante ospite appartenenti alle Dilleniaceae, tra cui:
- Curatella americana
- Doliocarpus dentatus.

## Tassonomia

### Sottospecie
Non sono state descritte sottospecie.

### Sinonimi
Sono stati riportati quattro sinonimi:
- Aleuron pudens Boisduval, [1875]
- Aleuron smerinthoides (R. Felder, [1874])
- Enyo prominens Walker, 1856
- Tylognathus smerinthoides R. Felder, 1874